# توماس فيرجيل بيتمان
توماس فيرجيل بيتمان (بالإنجليزية: Thomas Virgil Pittman)‏ هو محامي وقاضي أمريكي، ولد في 28 مارس 1916 في إنتربرايز في الولايات المتحدة، وتوفي في 6 يناير 2012.